# Mittelhelladikum
Als Mittelhelladikum bezeichnet man die mittlere Phase der helladischen Periode, wie die Bronzezeit auf dem griechischen Festland genannt wird. Das Mittelhelladikum umfasst ungefähr den Zeitraum von etwa 2050 bis etwa 1700/1600 v. Chr. Über die Entwicklungen jener Epoche ist bisher vergleichsweise wenig bekannt. Die für die Epoche charakteristischen Keramikstile waren die mattbemalte und die minysche Keramik.

## Chronologie
Für die Ägäische Bronzezeit gibt es, seitdem ab Ende der 1980er durch naturwissenschaftliche Methoden Daten für den bronzezeitlichen Vulkanausbruch auf Thera gewonnen wurden, die stark von den durch Synchronismen mit der Ägyptischen Chronologie ermittelten Daten abweichen, prinzipiell zwei unterschiedliche absolute Chronologiesysteme, zwischen denen ein Abstand von bis zu rund 100 Jahren liegt. Die Debatte zwischen den Anhängern der beiden verschiedenen Datierungen konnte bisher nicht zum Abschluss gebracht werden. Obwohl beide Seiten in den letzten Jahren aufeinander zugehen und die Argumente der jeweils anderen Seite respektieren, konnte noch keine befriedigende Erklärung für die starken Abweichung der Daten oder eine Überbrückung derselben gefunden werden.
Die ältere Datierung (niedrige, kurze oder traditionelle Chronologie) geht im Prinzip auf Arthur Evans zurück, der während seiner Ausgrabungen in Knossos die erste Chronologie der minoischen Kultur konstruierte. Er orientierte sich dabei hauptsächlich an der Stratigraphie – den aufeinanderfolgenden Siedlungsschichten, die die Reihenfolge für die Keramikstile angeben sollten. Evans, der dachte, die minoische Kultur hätte sich ähnlich wie die ägyptische entwickelt (was in der heutigen Forschung als widerlegt gilt), teilte deshalb in Analogie zum Alten, Mittleren und Neuen Reich die minoische Kultur in drei Phasen ein: Frühminoikum, Mittelminoikum und Spätminoikum. Diese relative Chronologie hat bis heute – in vielen Phasen verfeinert – grundsätzlich Bestand und wurde auch auf das Festland und die Kykladen (s. Kykladenkultur) übertragen, obgleich sich dies als nicht ganz unproblematisch erwies.
Evans war schließlich auch der erste, der durch historiographisch-archäologische Analyse von Fundstücken eine absolute Chronologie aufstellte, welche im Lauf der Zeit immer weiter verfeinert wurde, u. a. 1986 durch Peter Warren und Vronwy Hankey, welche diese in ihrer grundlegenden Publikation Aegean Bronze Age Chronology schlüssig mit der recht gesicherten Chronologie Ägyptens verknüpften. Die absoluten Daten basieren dabei vor allem auf Vergesellschaftungen von minoischen und – wegen der als relativ sicher geltenden ägyptischen Chronologie – recht gut absolut datierbaren ägyptischen Artefakten (diese Methode wird auch als „cross-dating“ bezeichnet).
Neuere naturwissenschaftliche Untersuchungen, die vor allem auf der Radiokarbonmethode und Dendrochronologie beruhen, ergaben jedoch eine um rund 100 Jahre von der klassischen Datierung abweichende Datierung des Vulkanausbruchs von Thera, was zu Publikationen neuer, darauf abgestimmter, absoluter Chronologien (hohe, lange oder neue Chronologie) geführt hat, die, falls richtig, große Probleme für die über die archäologisch-historiografische Methode (meist über cross-dating) gewonnenen Datierungen bedeuten. Während Warren und Hankey den Ausbruch auf ca. 1520 v. Chr. datierten, sprechen die naturwissenschaftlichen Ergebnisse für Anfang bis Mitte des 17. Jahrhunderts v. Chr. Neben den Verfechtern der einen oder anderen Chronologie gibt es auch Befürworter für eine Kompromisslösung, die noch gerade mit den naturwissenschaftlichen Ergebnissen vereinbar ist und nicht allzu sehr mit den traditionellen Synchronismen kollidiert.
Jedenfalls umfasst die mittelhelladische Epoche nach traditioneller Chronologie den Zeitraum von 2000 bis 1600 v. Chr., nach der auf den naturwissenschaftlichen Daten basierenden Chronologie den Zeitraum von 2000 bis 1700 v. Chr. oder 2100 bis 1700 v. Chr.

## Debatte über indogermanische Einwanderung
Carl Blegen warf in seiner 1928 erschienenen Arbeit The Coming of the Greeks als erster die These auf, in der Übergangsphase zwischen Früh- und Mittelhelladikum seien Indoeuropäer nach Griechenland eingewandert. Für diese Annahme sprach zum damaligen Zeitpunkt u. a. die Tatsache, dass erst für die mykenische Zeit Neuerungen wie das Pferd und Wagen nachgewiesen waren.
Bereits 1896 hatte der Linguist Paul Kretschmer in seiner Einleitung in die Geschichte der griechischen Sprache darauf hingewiesen, einige Ortsnamen in Griechenland mit den Endungen „-nthos“ und „-ssos“ könnten nicht als indogermanisch und damit nicht als ursprünglich griechisch aufgefasst werden, sondern wiesen vielmehr eine Gemeinsamkeit mit anatolischen und damit nicht-indogermanischen Sprachendungen auf; daher, so Kretschmer, sei bewiesen, dass ein prohellenisches Sprachsubstrat im Griechischen enthalten sei, was auf die Anwesenheit einer nichtindogermanischen Bevölkerung im frühgeschichtlichen Griechenland hinweise.
Bis zu den britischen Ausgrabungen von Lerna in den 1950er-Jahren unter Leitung von John Langdon Caskey galten diese Thesen in der Fachwelt als allgemein anerkannt. Caskey hingegen datierte eine erste Einwanderungswelle auf die Zeit zwischen FH II und FH III, während er eine weitere Zäsur in Zentralgriechenland für das Ende von FH III ansetzte. Diese Meinung war lange Zeit unter Archäologen vorherrschend, wird neuerdings jedoch auch in Zweifel gezogen. Manche Forscher halten eine indogermanische Einwanderung bereits im Neolithikum oder FH I für wahrscheinlich. Neueren Forschungen zufolge trat das gezähmte Pferd zum ersten Mal bereits im Frühhelladikum III in Lerna in Erscheinung, was diese Annahme stützt.

## Siedlungsstruktur
Die bisher bekannt gewordenen Siedlungen waren größtenteils befestigt und meist auf Anhöhen gelegen. Im Zentrum der Siedlung lag der Wohnsitz des Anführers. Gewöhnlich wurden Gebäude in rechteckiger Hausform, teilweise in Megaron-Form errichtet. Auch sind Apsiden – und Ovalbauten bekannt. Im Laufe der Zeit wurden viele der Plätze besetzt, die in den folgenden Jahrhunderten zum Teil große Bedeutung hatten: z. B. Mykene, Tiryns und die Insel Ägina. Unter den gut ausgegrabenen und deshalb bekannten Orten sind Malthi in Messenien (das antike Dorion) und Lerna (Schicht V) hervorzuheben. Andere Orte des Frühhelladikums wurden vorerst verödet liegen gelassen und gegebenenfalls erst im Späthelladikum wieder besiedelt. Die Siedlungsweise des Mittelhelladikums zeigt keine grundlegenden Unterschiede zu der des Frühhelladikums.
Weitere Fundorte waren:
- Orchomenos (in Böotien)[8]
- Eutresis, Thermon[8]
- Kirrha[8]
- Eleusis[8]
- Brauron (in Attika)[8]
- Asine[8]
- Pylos[8]
- Olympia[8]

## Kunst und Keramik
In dieser Epoche ist die Kunst noch wenig entwickelt, aber es setzt sich in vielen Regionen ein Typ feiner, auf der Drehscheibe gearbeiteter, polierter Keramik durch, die monochrom, meist grau, oft aber auch schwarz (vor allem in der Argolis), selten rot oder gelb gefärbt ist. Sie wurde bereits von Heinrich Schliemann als minysche Keramik bezeichnet – nach den sagenhaften Minyern, welche nach Homer die Bewohner von Orchomenos in Böotien waren. Entgegen früheren Meinungen ist die minysche Keramik offenbar nicht von Einwanderern zu Beginn des Mittelhelladikums in Griechenland eingeführt worden, denn es sind frühe Formen dieses Keramiktyps neuerdings in Fundzusammenhängen zu Tage getreten, die aus der späten Phase des Frühhelladikums (FH III) stammen (z. B. in Tiryns). Neben der minyschen Keramik gibt es noch die sogenannte mattbemalte Keramik („matt-painted“), die nach heutigem Forschungsstand keinen Vorläufer im Frühhelladikum hat.
Mit Ausnahme der Keramik fiel das Kunsthandwerk im Mittelhelladikum verglichen mit der Kunst des Frühhelladikums qualitativ ab.